# El Mercado: periódico de avisos, comercio y literatura
El Mercado: periódico de avisos, comercio y literatura va ser un periòdic reusenc que va sortir l'1 de juliol de l'any 1847 i que es va extingir el 1848.
Era una publicació de contingut bàsicament comercial, amb les entrades i sortides dels vaixells del port de Tarragona. Indicava els preus dels productes que es venien a Reus, les ametlles, avellanes, farines, grans, aiguardents i vins. Cap dels articles anava signat. Inseria els avisos de l'alcaldia, que sobretot va utilitzar l'alcalde Dionisio de Revuelta l'any 1848 per donar a conèixer bans i disposicions. Tenia una secció de literatura titulada "Parte literaria", on es publicaven contes curts i acudits, i publicava fulletons amb novel·les per entregues.
Va ser fundat per Marià Fonts Fortuny, un hisendat de La Canonja d'ideologia progressista i amant de la cultura, que segons diu Gras i Elies, va estar poc temps al front de la publicació, ja que va ser nomenat secretari de l'Ajuntament de Reus i en va deixar la direcció. Andreu de Bofarull en va agafar el relleu. S'imprimia a la Impremta de Josep Generès, en format foli, capçalera tipogràfica i a dues columnes amb 4 pàgines.
Es publicava tres cops per setmana, els dimecres, divendres i diumenge, i cada exemplar valia sis quartos. L'últim número conegut és el 126 del 30 d'abril de 1848. La col·lecció conservada a la Biblioteca Central Xavier Amorós és molt incompleta, ja que només consta del número 5 i del 126.